# Pediobius pyrgo
Pediobius pyrgo är en stekelart som först beskrevs av Walker 1839.  Pediobius pyrgo ingår i släktet Pediobius och familjen finglanssteklar. Arten är reproducerande i Sverige. Inga underarter finns listade i Catalogue of Life.